# Laredo (Spanien)
Laredo ist eine Stadt in Spanien. Sie hat 10.752 Einwohner (Stand: 2024) und eine Fläche von 13 km².
Laredo liegt an einer der wohl schönsten Buchten in Kantabrien. Laredo ist 44 km von Santander und 52 km von Bilbao entfernt und ist durch seine günstige Lage ein wichtiger touristischer Anziehungspunkt für viele Spanier, Madrilenen, aber auch Basken. 
Die Strandpromenade ist mit vier Kilometer der längste Strand in Kantabrien. Er wurde mit der Bandera Azul, der blauen Flagge, ausgezeichnet, die beste Wasserqualität und Sauberkeit des Strandes belegt.
Laredo wurde 8. Jahrhundert gegründet und besitzt eine sehr eindrucksvolle historische Altstadt aus dem 16. Jahrhundert.
Das wichtigste Fest des Jahres ist die Batalla de Flores im August – ein Umzug von mit Blumen geschmückten Wagen, der fast an einen Karnevalsumzug erinnert.

## Persönlichkeiten
- Javier Nart (* 1947), Politiker
- Ignacio Rodríguez Ortiz (* 1982), Fußballspieler